# Boulengerula denhardti
Boulengerula denhardti es una especie de anfibio gimnofiones de la familia Caeciliidae. Es endémica de Kenia. Sus hábitats naturales incluyen bosques secos tropicales o subtropicales y zonas previamente boscosas ahora muy degradadas. Está amenazada de extinción por la pérdida de su hábitat natural.